# Xã Center, Quận Clinton, Indiana
Xã Center (tiếng Anh: Center Township) là một xã thuộc quận Clinton, tiểu bang Indiana, Hoa Kỳ. Năm 2010, dân số của xã này là 17.245 người.